# Tecnologia della civiltà romana

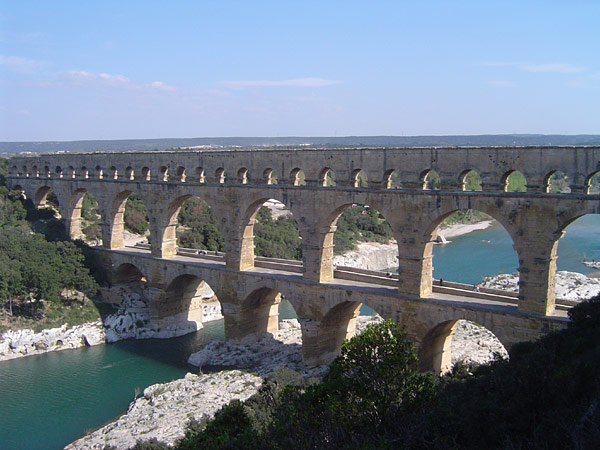
Il Pont du Gard in Francia è un acquedotto romano costruito intorno all'19 a.C.

La tecnologia Romana è la pratica dell'ingegneria che supportò la civiltà romana, e rese possibile l'espansione del commercio e della forza militare romana per oltre un millennio, se includiamo l'Impero bizantino.
L'Impero romano ebbe alcuni fra i più avanzati mezzi tecnologici del suo tempo, alcuni dei quali andarono perduti durante i periodi turbolenti della tarda antichità e dell'alto medioevo. Durante il Medioevo e l'inizio dell'età moderna alcune delle opere tecnologiche dei Romani furono riscoperte e/o migliorate. Molte delle creazioni tecnologiche romane trovarono applicazione in diversi ambiti (come l'ingegneria civile, la scienza dei materiali, e la tecnologia del trasporto) e alcune invenzioni furono considerate sorprendenti fino al XIX secolo (ad esempio la mietitrebbia), mentre altre sono rimaste praticamente inalterate fino ai giorni nostri. I Romani raggiunsero alti livelli tecnologici, dovuti in gran parte all'assimilazione della cultura delle popolazioni elleniche del bacino mediterraneo.

## Limite dell'energia

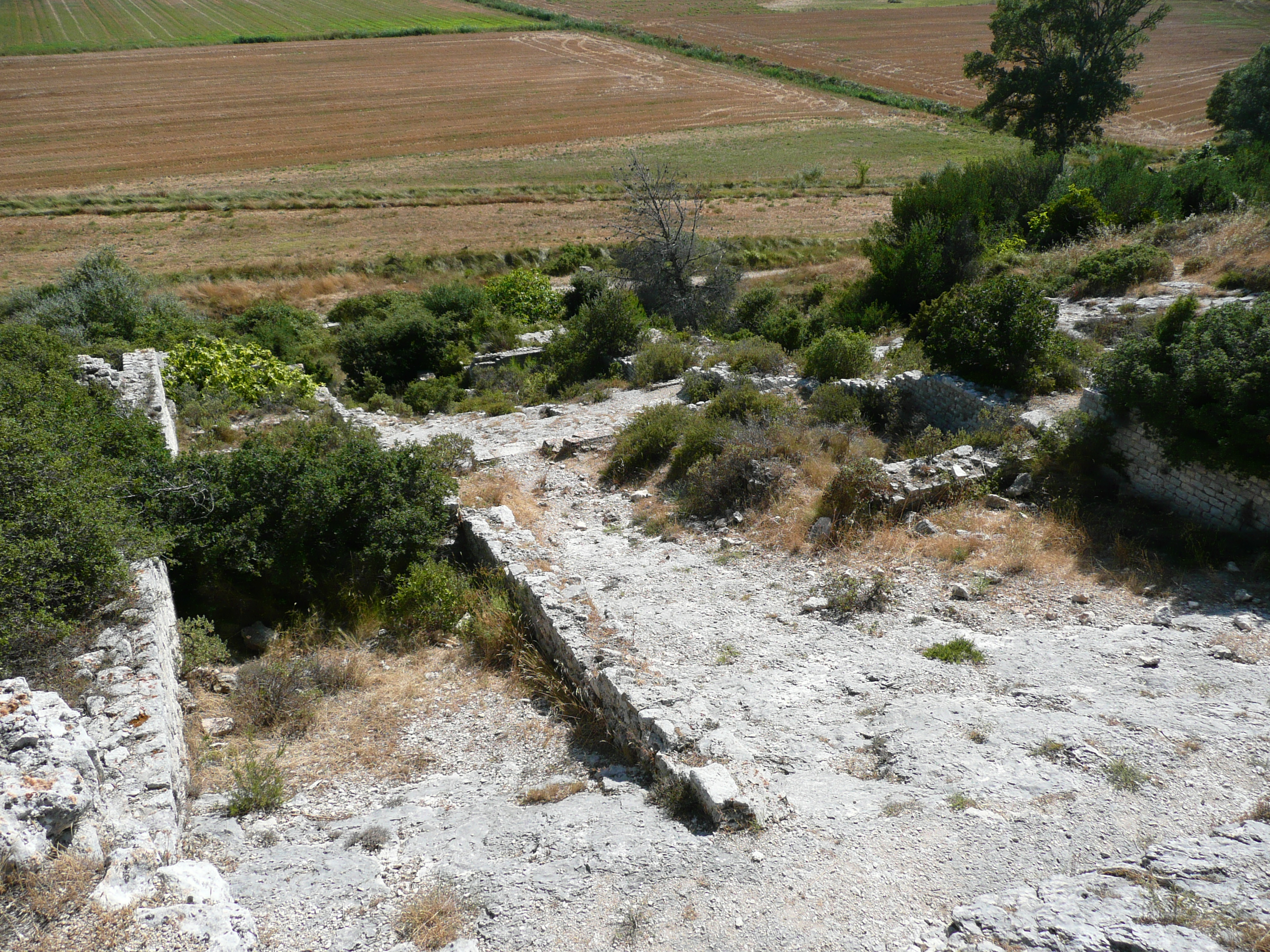
I sedici mulini ad acqua di Barbegal sono considerati il maggiore complesso di mulini dell'antichità. La loro capacità era sufficiente a sfamare l'intera città limitrofa di Arles.

Diagramma del mulino a legna romano di Hierapolis, la prima macchina conosciuta ad incorporare una manovella e una biella in un meccanismo.

La tecnologia normalmente utilizza energia per trasformare un materiale nell'oggetto desiderato oppure per ottenere nuove forme di energia alternativa. Dunque al diminuire del costo dell'energia, diminuisce di conseguenza il costo delle opere tecnologiche. Per tale motivo la storia della tecnologia può essere considerata come una successione di periodi storici, identificabili ciascuno con una specifica forma di energia impiegata (ad esempio: nel corso della storia dell'uomo si è passati dall'energia umana, a quella animale e, di seguito, ad idrica, a quella sprigionata dalla torba, dal carbone, dal petrolio, fino al nucleare). I Romani sfruttarono l'energia idrica attraverso la costruzione di mulini ad acqua per macinare il grano, per effettuare il taglio del legname o per la frantumazione dei metalli grezzi. Questo modo di procedere risultò comune in tutto l'Impero, specialmente a partire dalla fine del I secolo d.C..
Utilizzavano, inoltre, legname e carbone come principale fonte di calore. E sebbene esistessero numerose riserve di legna, torba e carbone nell'Impero romano, risultavano spesso mal distribuite sul territorio. Vero è che se il legname poteva essere trasportato facilmente per via fluviale nei principali centri urbani (tramite semplice galleggiamento), la sua combustione per la produzione di calore risultava assai scarsa se equiparata al suo enorme peso. E qualora fosse stato trasformato in carbone, diveniva ingombrante. E neppure il legname era disponibile in qualsiasi concentrazione.
L'editto di Diocleziano fa intendere quale economia ci fosse dietro il trasporto di legname. Il prezzo massimo di un carico di 1.200 libbre di legna era di 150 denari. La tariffa massima del trasporto per miglio dello stesso carico, era di 20 denari a miglio.
Le stanze risultavano meglio riscaldate se si usavano bracieri a carbone rispetto al sistema ad ipocausto, anche se con quest'ultimo era possibile utilizzare qualsiasi tipo di combustibile, anche di cattiva qualità, come la paglia o le foglie di vite, come pure la legna disponibile localmente. L'ipocausto era alimentato da un grande forno, il praefurnium, inizialmente posto nell'adiacente cucina, che produceva aria calda ad altissima temperatura. Questa veniva fatta defluire in uno spazio vuoto predisposto sotto la pavimentazione interna, la quale poggiava su pilae di mattoni dette "suspensure" e, soprattutto nelle terme, anche all'interno delle pareti, per quasi tutta la loro estensione, entro tubi in laterizio (tubuli). In generale l'altezza dello spazio vuoto sotto il pavimento era circa 50-60 cm. Si ritiene che la temperatura ottenuta nelle stanze riscaldate dall'ipocausto non dovesse superare i 30 °C. Ma l'utilizzo dell'ipocausto consentiva di mantenere l'ambiente sufficientemente umido nelle terme.
Con la fine del II secolo, i Romani avevano ormai sfruttato quasi la totalità dei giacimenti in Britannia che affioravano in superficie, sebbene non ci siano sufficienti evidenze che questo sfruttamento sia avvenuto su larga scala. Dopo circa il 200, il fulcro del commercio imperiale era localizzato in Africa e in Oriente, dove il clima non era favorevole alla crescita di grossi alberi. Non esistevano, infine, grandi giacimenti di carbone lungo le coste del Mediterraneo. Ciò nonostante, i Romani furono i primi a raccogliere tutti gli elementi necessari per la molto più tarda macchina a vapore:
L'eolipila può essere considerato l'antenato del motore a getto e della macchina a vapore. Ebbe però un utilizzo come semplice attrazione, senza che l'effettivo potenziale di fonte d'energia avesse alcuna applicazione pratica. Si trattava di una sfera cava di rame, collegata con due tubicini ricurvi che si dipartono da due punti estremi della sfera posti sullo stesso asse diametrale. Riempita di acqua la sfera, la si riscaldava con la fiamma. Quando il liquido raggiungeva una temperatura sufficientemente elevata, il getto del vapore dagli orifizi metteva in rotazione la sfera intorno all'asse diametrale orizzontale. Il verso del moto è naturalmente opposto a quello dei getti.

## Mestieri di base

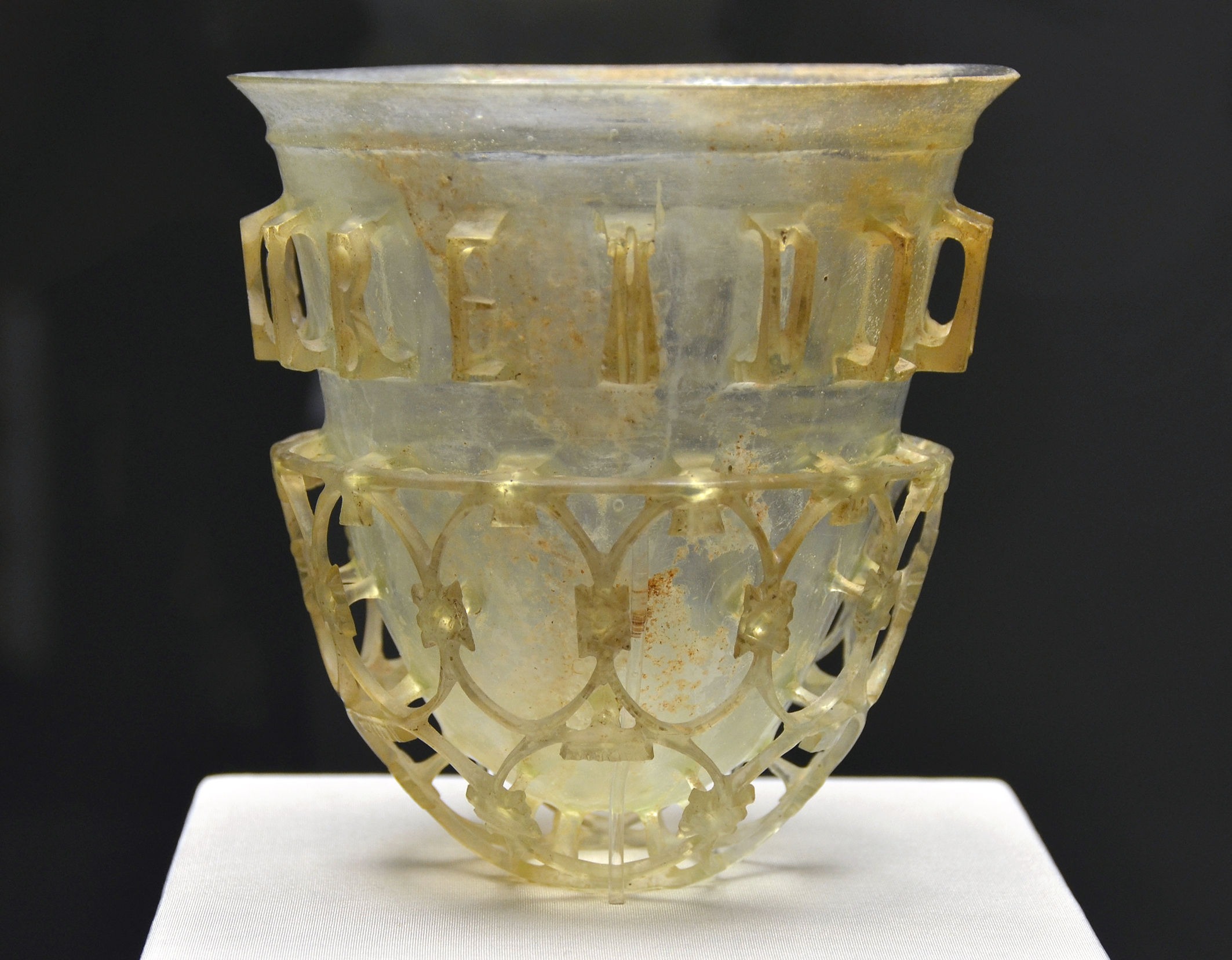
Coppa diatreta romana del IV secolo d.C. Si è ipotizzato che possa essere stata utilizzata come lampada ad olio con stoppino galleggiante per donare magici giochi di luce verso il basso.

La tecnologia romana fu largamente utilizzata in un ampio sistema di mestieri, dove il termine ingegnere viene oggi utilizzato per descrivere le imprese tecnologiche dei Romani. I Greci utilizzavano termini tecnici come meccanico, fabbricatore di macchine o anche matematico, avendo quest'ultima parola un significato molto più ampio rispetto a quello attuale. Un gran numero di ingegneri era impiegato nell'esercito romano, il più famoso dei quali fu certamente Apollodoro di Damasco, al tempo dell'Imperatore Traiano. Normalmente ogni mestiere, ogni gruppo di artigiani (dai tagliapietre, ai soffiatori di vetro, agli agrimensori, ecc.) aveva i propri apprendisti e maestri, e molti cercavano di mantenere i loro metodi di lavorazione segreti, tramandandoli solo oralmente. Scrittori come Vitruvio, Plinio il Vecchio e Frontino, trattarono ampiamente le diverse tecnologie impiegate in quel periodo. Fu pertanto pubblicato un corpus di manuali sulla scienza e matematica elementare, che comprendeva i testi di Archimede, Ctesibio, Erone di Alessandria, Euclide e così via. Non tutti i manuali, che erano disponibili al tempo dei Romani, sono sopravvissuti fino ai giorni nostri.
Molto di ciò che attualmente conosciamo sulla tecnologia romana deriva indirettamente dall'archeologia e da resoconti di terza mano di testi latini, copiati da manoscritti arabi, a loro volta copiati da testi in lingua greca di studiosi quali Erone di Alessandria o di viaggiatori del periodo, che poterono osservare direttamente le tecnologie romane in azione. Scrittori come Plinio il Vecchio e Strabone avevano abbastanza curiosità intellettuale per annotare le invenzioni che incontravano nei loro viaggi, anche se le loro brevi e poco precise descrizioni hanno spesso causato discussioni sul loro reale utilizzo da parte dei moderni. Contemporaneamente vi sono descrizioni tecniche assai veritiere, come quella di Plinio quando tratta l'estrazione dell'oro, nella sua Naturalis Historia (libro XXXIII), affermazioni poi confermate dagli archeologi e grazie agli scavi condotti a Las Médulas e a Dolaucothi.

## Ingegneria e costruzioni

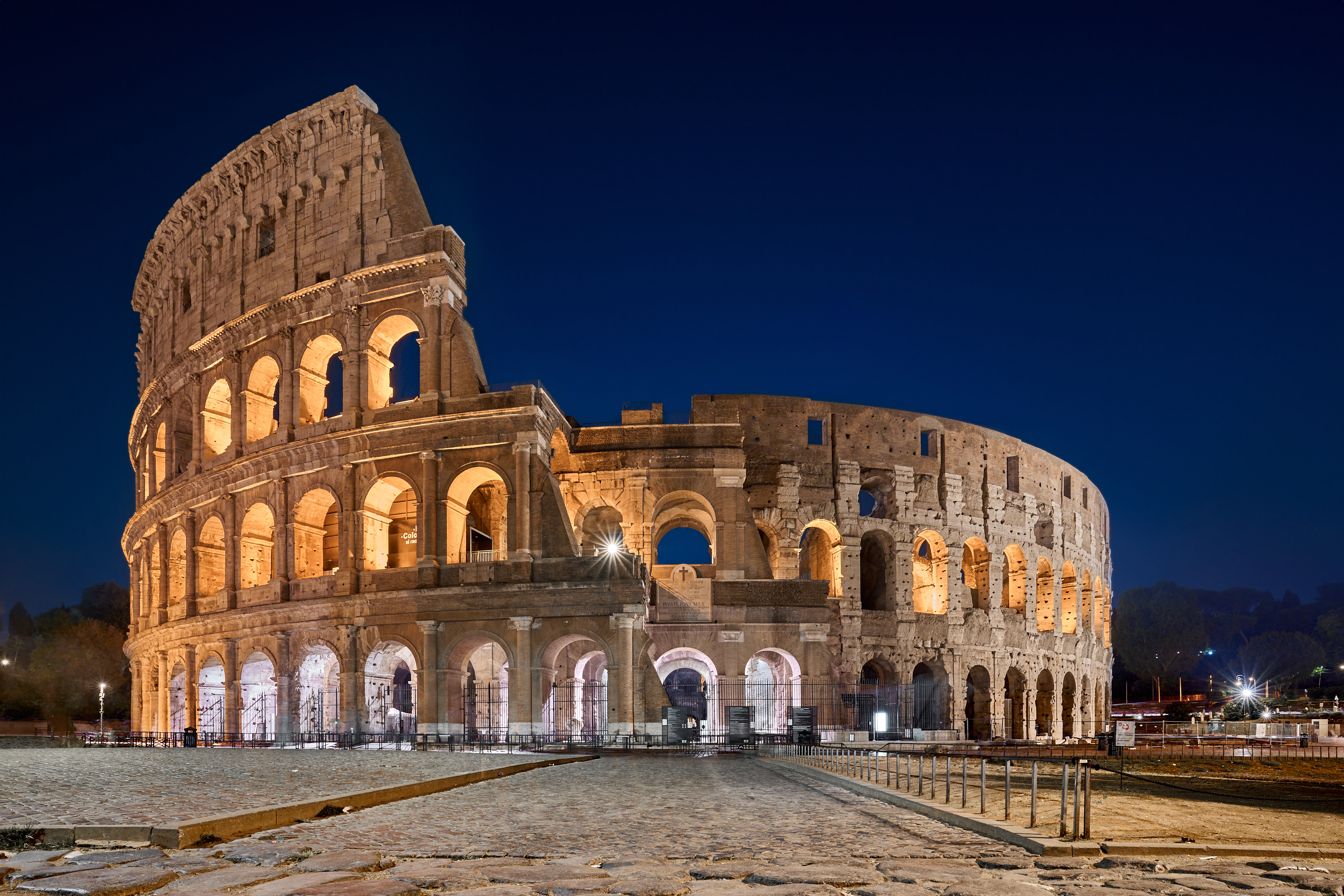
Il Colosseo a Roma, Italia

I Romani fecero grande utilizzo di acquedotti, dighe, ponti, e anfiteatri. Furono anche responsabili di molte innovazioni in materia viabilità, sanità e costruzioni in generale. L'architettura romana fu grandemente influenzata da quella etrusca. Molte delle colonne e degli archi visti in importanti strutture romane, infatti, furono adattamenti di modelli della civiltà etrusca.
I Romani inizialmente impiegarono come legante del cemento, la calce aerea. Fino a quando il legante della malta fu costituito soltanto dalla calce aerea, l'indurimento del calcestruzzo avveniva con estrema lentezza, poiché il consolidamento di una malta a base di calce è dovuto alla reazione dell'idrossido di calcio con l'anidride carbonica presente nell'aria, con la successiva produzione di carbonato di calcio. A partire dal I secolo a.C. i Romani iniziarono a sostituire la sabbia costituente la malta con la pozzolana (pulvis puteolana) o con il cocciopesto. La scoperta della pozzolana segnò una rivoluzione nella realizzazione di opere murarie. Dice Vitruvio nel II libro del De Architectura che la pozzolana di Baia o di Cuma fa gagliarda non solo ogni specie di costruzione ma in particolare quelle che si fanno in mare sott'acqua. Grazie al comportamento pozzolanico della pozzolana e del cocciopesto, la malta (costituita da calce aerea + pozzolana), faceva presa ed induriva anche in acqua, senza contatto con l'aria, consentendo la produzione di leganti ad alta resistenza e rapido indurimento.
I Romani scoprirono che il vetro isolante aiutava enormemente a mantenere calda la temperatura degli edifici, e questa tecnica venne usata molto nelle costruzioni delle terme romane. Un altro procedimento che ebbe origine nell'antica Roma fu la pratica della soffiatura del vetro, che si sviluppò in Siria e si estese nel giro di una generazione a tutto l'impero.

### Macchine

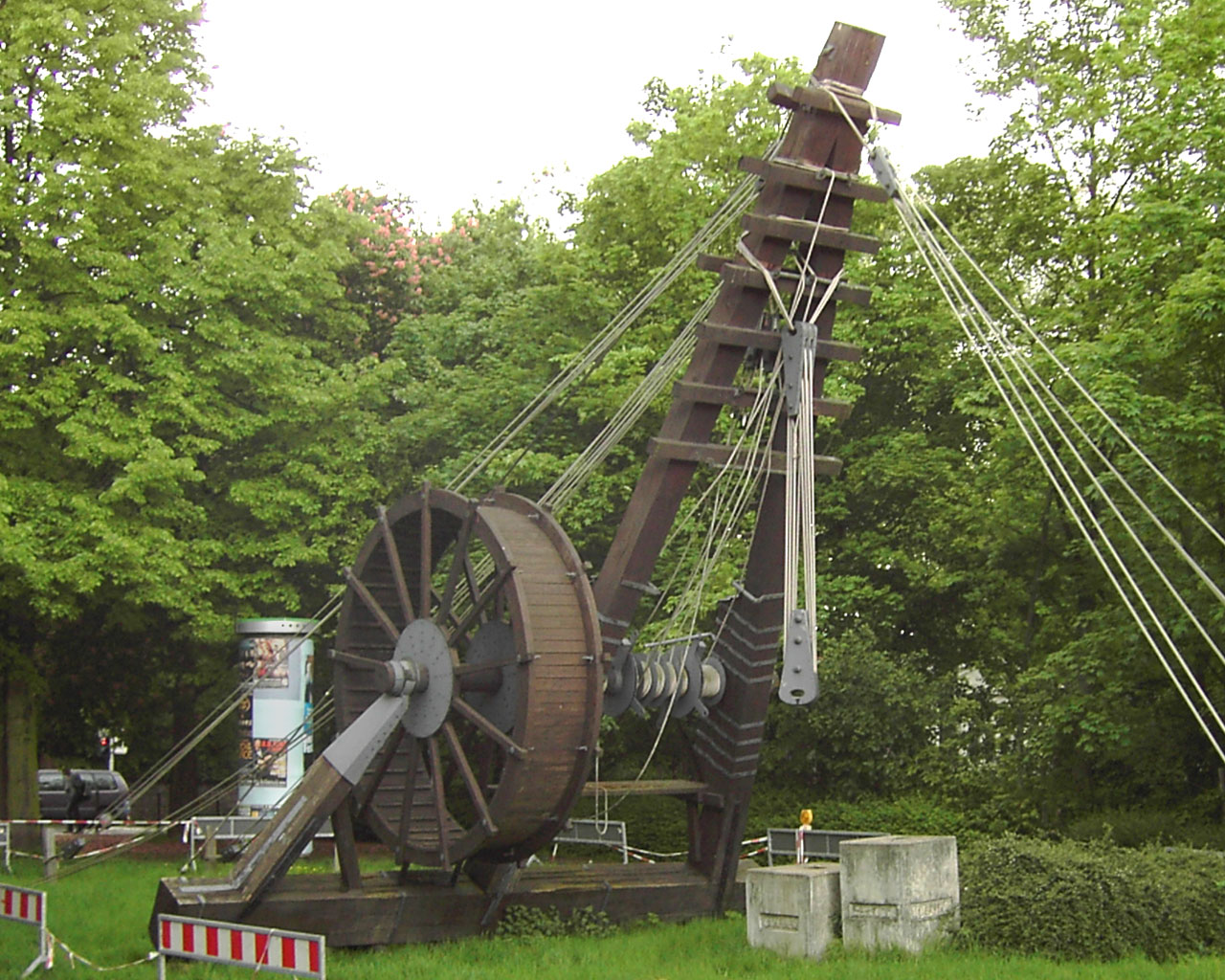
Ricostruzione di una gru romana di 10.4 metri a Bonn, Germania

Esistevano molti tipi di presse per la spremitura delle olive. Nel primo secolo d.C., Plinio il Vecchio riporta l'invenzione e il seguente generale utilizzo di un nuovo e più compatto torchio a vite, che però non sembra fosse un'invenzione romana. Viene descritta per la prima volta da Erone di Alessandria, ma potrebbe già essere stata in uso quando venne menzionata nel suo Mechanica III.
Le gru furono usate nei lavori di costruzione e possibilmente per caricare e scaricare le navi quando attraccavano negli antichi porti, anche se per il secondo utilizzo non ci sono ancora sufficienti prove archeologiche che possano attestare ciò. La maggior parte delle gru era in grado di sollevare fino a 6–7 tonnellate di carico, e secondo un rilievo mostrato sulla colonna di Traiano erano azionate da una ruota mossa da uomini o animali.

### Strade

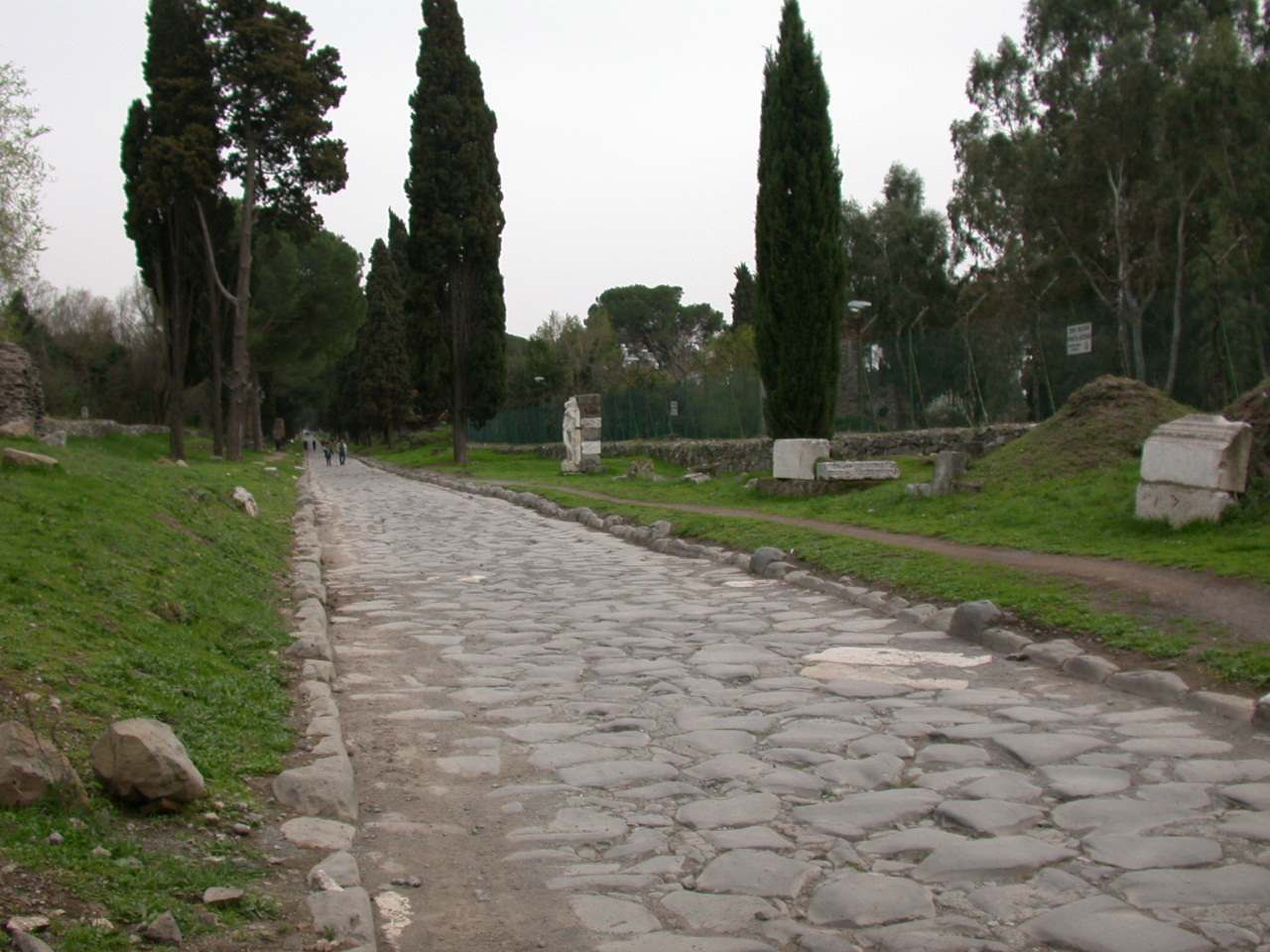
Via Appia, una strada che collegava la città di Roma con la parte meridionale dell'Italia, ancora oggi utilizzabile.

I Romani costruirono strade prevalentemente per trasferire i loro eserciti. Erano anche importanti per alimentare i traffici commerciali da un capo all'altro dell'Impero, anche se il traffico su carri veniva spesso limitato sulle strade, a causa di un prevalente utilizzo militare. Alla sua massima estensione la lunghezza totale delle strade romane ammontava a circa 85.000 km.
Venivano mantenute dal governo stazioni di sosta (mansiones), poste ad intervalli regolari lungo le strade, dove i viaggiatori potevano sostare. Vi era poi un sistema separato di stazioni per il cambio dei cavalli, utilizzato da corrieri ufficiali e privati. Quest'ultimo sistema permetteva, utilizzando una "staffetta di cavalli", ad un messaggero di percorrere fino ad un massimo di 800 km in sole 24 ore.
Le strade erano costruite scavando una fossa lungo la lunghezza del percorso desiderato, solitamente fino allo strato di roccia. La fossa veniva quindi riempita prima di pietre, ghiaia o sabbia, e poi con uno strato di calcestruzzo. Le strade erano, quindi, pavimentate con pietre poligonali. Si trattava delle vie di comunicazione più evolute almeno fino agli inizi del XIX secolo, risultando resistenti alle inondazioni e ad altri pericoli ambientali. Nonostante la caduta dell'Impero Romano, le strade furono utilizzate per oltre un millennio successivo.

### Acquedotti

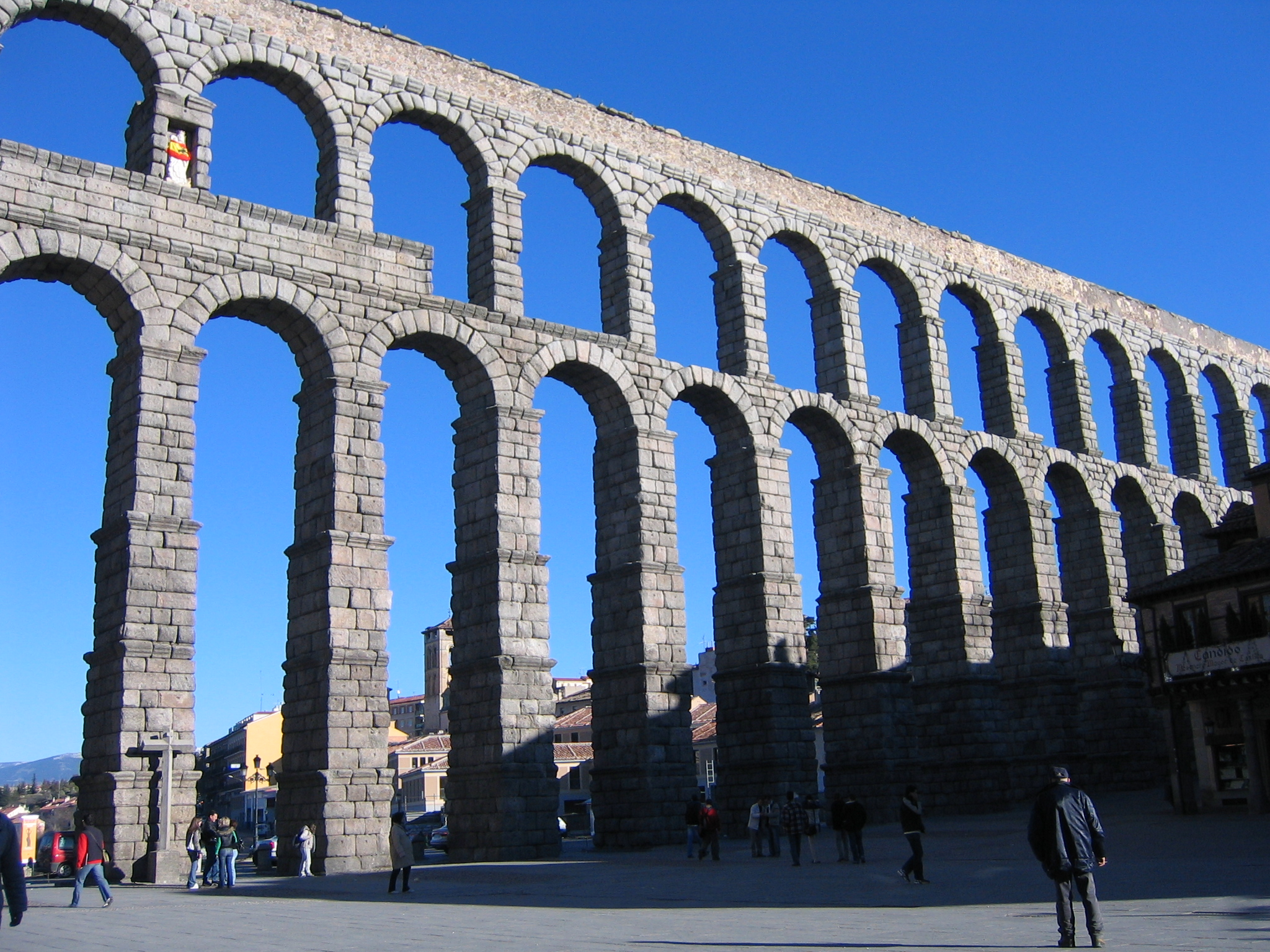
Acquedotto di Segovia

I Romani costruirono numerosi acquedotti, adibiti al rifornimento idrico delle città. La stessa Roma fu rifornita da ben undici acquedotti, costruiti in pietra calcarea, che avevano una portata di oltre un milione di metri cubi d'acqua giornalieri, sufficienti per 3.5 milioni di persone anche in tempi moderni, e con una lunghezza totale di 350 km.
L'acqua veniva trasportata negli acquedotti grazie alla sola forza di gravità. Lungo i canali di pietra sopraelevati, l'acqua era trasportata con una in leggera pendenza, dalla fonte sorgiva montana fino in pianura. Dopo essere passata attraverso l'acquedotto, l'acqua era raccolta in cisterne e inviata, attraverso tubature, a fontane, terme, ecc. Tra i principali acquedotti dell'antica Roma ricordiamo: l'Aqua Claudia e l'Aqua Marcia. La maggior parte della struttura degli acquedotti veniva costruita interrata, con solo una piccola parte in superficie, sorretta da archi. Si ritiene che il più lungo acquedotto romano (178 km in lunghezza), sia stato quello che riforniva la città di Cartagine. Il complesso sistema costruito per rifornire Costantinopoli aveva la sua fonte più distante ad oltre 120 km dalla capitale (in linea d'aria), seguendo un percorso sinuoso di oltre 336 km.
Gli acquedotti romani furono costruiti ad un livello tecnologico che non fu eguagliato fino ai tempi moderni. Basati interamente sulla gravità, trasportavano vaste quantità d'acqua in modo molto efficiente. A volte, quando avvallamenti più profondi di 50 metri dovevano essere superati, veniva utilizzata la tecnica del sifone inverso, che permetteva all'acqua di risalire un discreto dislivello. Un acquedotto poteva essere anche utilizzato per rifornire i mulini ad acqua di Barbegal nella Gallia romana, un complesso definito come "la più grande concentrazione di forza meccanica conosciuta nel mondo antico".

### Ponti

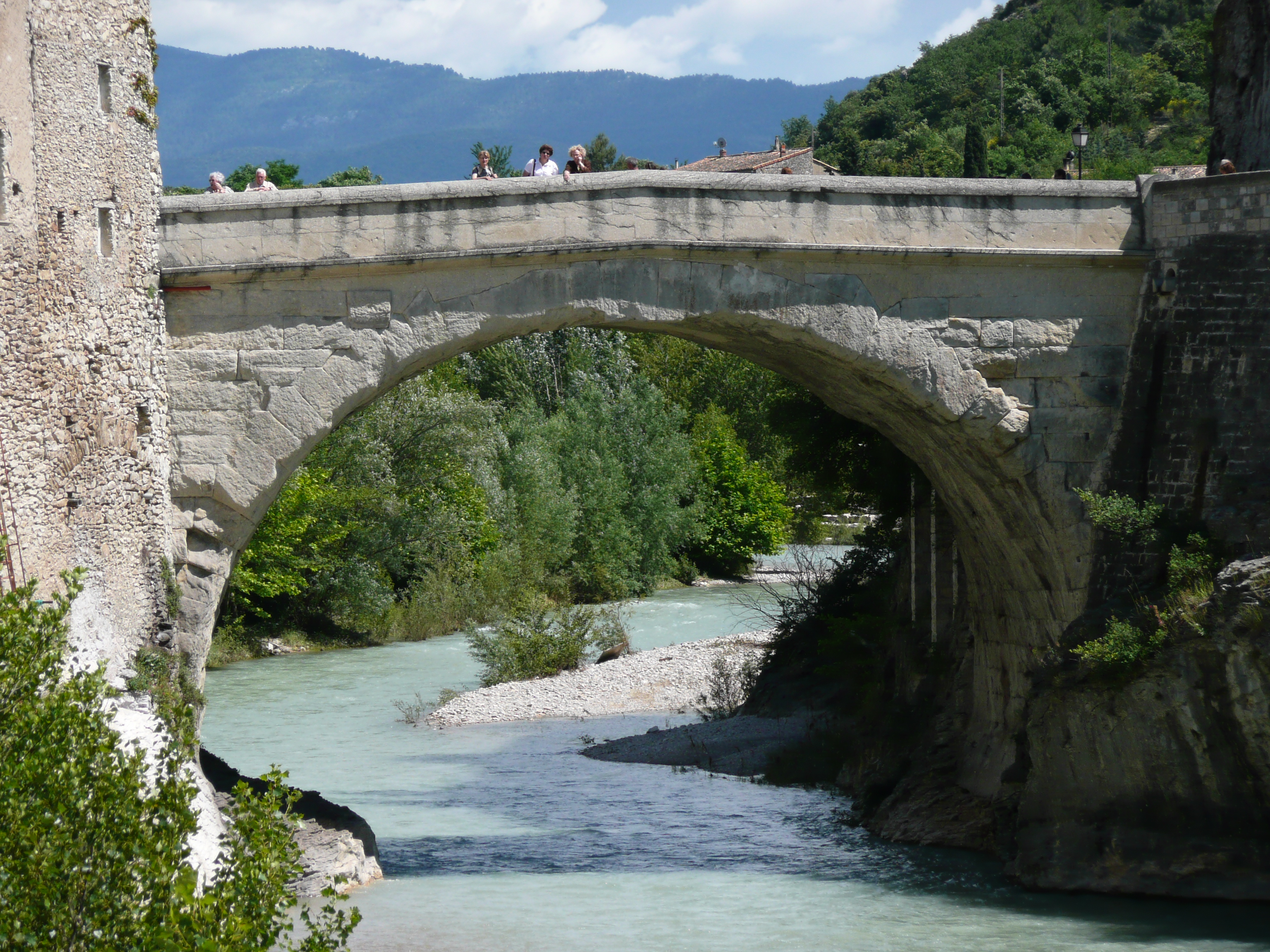
Ponte romano di Vaison-la-Romaine del primo secolo, Francia

I ponti romani furono tra i primi grandi e duraturi ponti mai costruiti. Furono realizzati in pietra e utilizzavano l'arco come struttura di base. La maggior parte veniva costruita usando anche il calcestruzzo.
Costruito nel 142 a.C., il Pons Aemilius, chiamato successivamente Ponte Rotto è il più antico ponte in pietra romano costruito a Roma. Il ponte romano più esteso fu quello di Traiano, costruito sopra il basso corso del Danubio, realizzato da Apollodoro di Damasco, rimanendo per oltre un millennio il ponte più lungo mai costruito, sia in lunghezza che in larghezza. La maggior parte dei ponti si elevavano per oltre 60 piedi sopra il livello dell'acqua.
Due esempi di ponte militare in legno, sono i ponti di Cesare sul Reno. Costruiti infatti da Gaio Giulio Cesare nel corso delle due campagne dallo stesso condotte contro i Germani, nell'ambito della conquista della Gallia. Il primo fu realizzato nel 55 a.C., ed in base ai ritrovamenti archeologici, in una località da identificare con Neuwied, a 15 km a valle di Coblenza ed a sud di Bonn. Il secondo fu costruito due anni più tardi nel 53 a.C., poco più a monte (2 km circa), in una località compresa tra Urmitz e Weissenturm ancora una volta di fronte alla sponda germanica abitata dagli Ubi. Cesare, una volta, tornato in Gallia (nel 55 a.C.), fece abbattere l'intero ponte; due anni più tardi (nel 53 a.C.), non solo evitò di distruggerlo completamente, ma pose sul territorio gallico a presidio dello stesso un forte ed una torre alta quattro piani, al fine di dissuadere nuove incursioni in territorio gallico da parte dei popoli transrenani dei Germani.

### Dighe
I Romani costruirono molte dighe per la raccolta dell'acqua, come le dighe di Subiaco, due delle quali rifornivano l'Anio Novus, uno dei più grandi acquedotti di Roma.
Vennero costruite ben 72 dighe in una sola regione, la Spagna e molte altre furono realizzate in tutto l'Impero, alcune delle quali sono ancora oggi in funzione. A Montefurado, in Galicia, sembra che avessero costruito una diga lungo il fiume Sil per riportare alla luce l'oro depositato sul letto del fiume, essendo vicino alle spettacolari miniere d'oro di Las Médulas.
Diverse dighe di terra sono state, quindi, scoperte in Britannia, inclusa la ben conservata diga di Lanchester romana (Longovicium), che potrebbe essere stata utilizzata per la produzione industriale della zona (forgiatura o fusione di materiali metallici), giudicando dalle pile di scorie che sono state trovate in questa località dell'Inghilterra del nord.
Cisterne per la conservazione dell'acqua erano spesso presenti in prossimità degli acquedotti, come viene ad esempio testimoniato nelle miniere d'oro di Dolaucothi, nel Galles occidentale. Molto comuni in Nord Africa erano le dighe in muratura, utilizzate per rifornire continuamente di acqua gli uadi, presso i quali si trovavano molti accampamenti militari romani.

### Estrazione mineraria

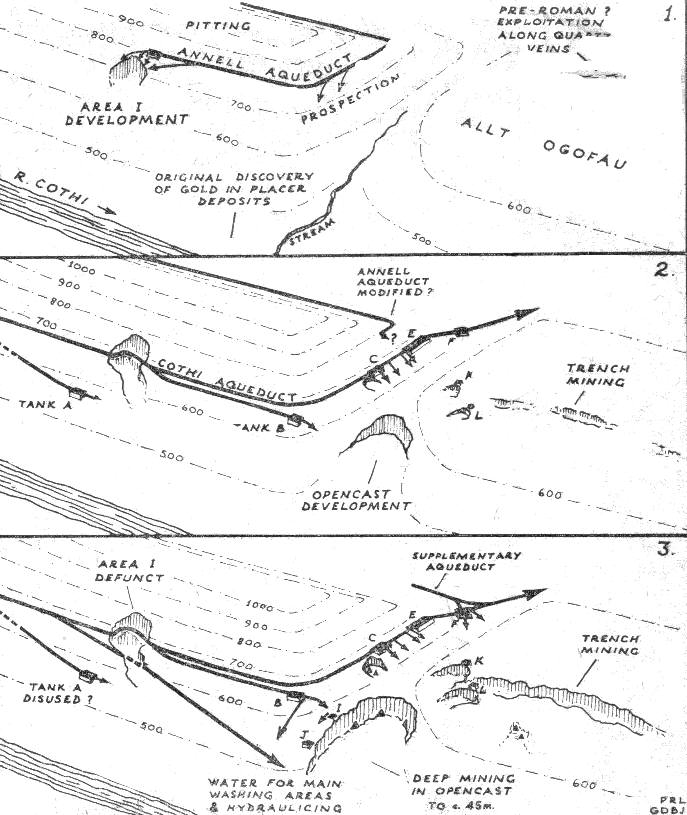
Sviluppo della miniera di Dolaucothi

Un altro grande utilizzo che i Romani fecero degli acquedotti, fu nelle loro operazioni di estrazione mineraria in tutto l'impero; alcuni siti come Las Médulas, nella parte nord-ovest della Spagna, utilizzavano almeno 7 grandi canali che si immettevano nella miniera principale. In altre aree, come Dolaucothi nel sud del Galles, erano utilizzati non meno di 5 canali di gora, che conducevano ad una serie di serbatoi o cisterne, posti in modo sopraelevato rispetto alle miniera a cielo aperto. L'acqua veniva usata a fini di estrazione idraulica, dove getti o onde d'acqua erano rilasciati sui fianchi delle colline, dapprima per scoprire qualsiasi metallo che contenesse oro, e poi per lavorare sul metallo stesso. I detriti venivano incanalati nel gettito d'acqua, e la stessa acqua era anche usata per spegnere i fuochi, che servivano a creare crepe nella dura roccia o nelle vene metallifere.
I depositi d'oro alluvionale potevano essere lavorati e l'oro poteva venire estratto senza la necessità di frantumare il minerale. Setacci erano posti al di sotto delle cisterne per raccogliere la polvere d'oro o anche delle pepite. Le vene aurifere dovevano essere frantumate. Per fare ciò, sembra venissero utilizzati mulini o presse azionate da mulini ad acqua, allo scopo di polverizzare i metalli duri, prima di essere lavati. Grandi quantità d'acqua erano, inoltre, necessari nell'estrazione mineraria in profondità, per rimuovere detriti e alimentare macchine rudimentali, oltre a risciacquare il metallo polverizzato. Plinio il Vecchio provvede ad una dettagliata descrizione dell'estrazione nelle miniere d'oro nel libro XXXIII della sua Naturalis Historia, in gran parte confermata dai ritrovamenti archeologici moderni. L'uso dei mulini ad acqua su larga scala da parte dei Romani, per la produzione della farina è, inoltre, attestato dal ritrovamento di questi ultimi a Barbegal nel sud della Francia, e sul Gianicolo a Roma.

### Sanità
|  |  |

I Romani furono tra le prime popolazioni ad utilizzare un sistema idraulico per le loro abitazioni o per gli edifici pubblici. I "bagni pubblici" romani, o terme romane, avevano funzioni igieniche, sociali e culturali. Le terme erano composte da tre strutture principali adibite alla balneazione. Dopo essersi cambiati nell'apodyterium o spogliatoio, si procedeva nella stanza del tepidarium, con acqua a temperatura tiepida. In questa stanza dal moderato calore secco, alcuni romani effettuavano esercizi di riscaldamento e di stretching, mentre altri si ungevano o venivano unti dagli schiavi. La funzione principale del tepidarium era quella di aumentare la sudorazione, in preparazione per la successiva stanza, il calidarium, che conteneva acqua a temperatura più elevata. Il calidarium, diversamente dal tepidarium, era estremamente umido. Qui la temperatura poteva raggiungere i 40 gradi Celsius (104 gradi Fahrenheit). Molte terme possedevano bagni di vapore e una fontana di acqua fredda conosciuta come labrum. L'ultima stanza era il frigidarium, con acqua a bassa temperatura, in cui ci si rinfrescava con acqua fredda. I Romani utilizzavano anche altre strutture come le latrine pubbliche per l'espletamento dei bisogni fisiologici (minzione e defecazione) e la pulizia quotidiana del proprio corpo (vespasiani).

## Tecnologia militare romana
La tecnologia militare romana spaziava dall'equipaggiamento e armamento personale, a micidiali macchine d'assedio. Essi ereditarono buona parte delle armi antiche dai Greci.
Se pesanti, intricate armature non erano rare (catafratto), i Romani perfezionarono un'armatura relativamente leggera, che copriva buona parte del corpo, composta da piastre metalliche (lorica segmentata). Quest'armatura forniva una buona protezione nelle zone vitali, ma non copriva il corpo quanto la lorica hamata o cotta di maglia. La lorica segmentata, pur essendo di qualità superiore rispetto a quella hamata utilizzava bande di metallo assai costose, difficili sia da produrre che riparare dopo uno scontro con il nemico. Complessivamente, la cotta di maglia era più economica, più facile da produrre, più facile da mantenere, normalmente di una sola misura, più confortevole da indossare, risultando il tipo di armatura maggiormente in uso anche quando quella segmentata venne introdotta.
La sella della cavalleria romana aveva quattro corna, che si crede sia stata copiata dalle popolazioni celtiche.
Le macchine d'assedio romane come la ballista, lo scorpione e l'onagro non erano novità. Ma furono probabilmente i Romani a posizionare, per primi, le balliste sui carri, per una maggiore mobilità nelle campagne militari. Sul campo di battaglia, qualche studioso moderno riteine poi che furono utilizzate per eliminare i comandanti nemici. Esiste un resoconto dettagliato sull'utilizzo dell'artiglieria durante una battaglia in Tacito:
(Tacito, Historiae III, 23)

## Tecnologie inventate o sviluppate dai Romani
| Tecnologia                                                     | Commento | Foto |
| -------------------------------------------------------------- | --- | ---- |
| Abaco romano portatile                                         | Qui a fianco una ricostruzione di un abaco di epoca romana realizzato dal museo RGZ a Magonza nel 1977. |      |
| Acquedotto, arco a tutto sesto                                 | Pont du Gard (qui a fianco), Segovia etc. |      |
| Alluminio                                                      | La produzione di alluminio (KAl(SO4)2.12H2O) dall'alunite (KAl3(SO4)2.(OH)6) è attestata archeologicamente sull'isola di Lesbo. Questo sito venne abbandonato durante il VII secolo ma risale a circa al II secolo d.C.. |      |
| Alzaia                                                         | esempio: di fianco al Danubio, vedi la "strada" del ponte di Traiano |      |
| Anfiteatro                                                     | L'edificio è legato ai giochi gladiatori (combattimenti tra gladiatori variamente armati) e alle venationes, ovvero spettacoli che comprendono animali, sia in forma di caccia più o meno ritualizzata, sia in forma di combattimento in cui uomini o animali vengono variamente penalizzati. L'origine di questi giochi risale forse a giochi che si tenevano in occasione dei funerali, ampiamente documentati nell'antichità. Nell'Italia meridionale (in particolare presso i Sanniti) sono descritti combattimenti anche cruenti in occasione delle cerimonie funebri. L'originario collegamento con funzioni religiose si attenuò col passare del tempo. L'anfiteatro più famoso al mondo è l'anfiteatro Flavio, detto Colosseo, costruito dalla dinastia dei Flavi (foto qui a fianco). In particolare fu iniziato dall'imperatore Vespasiano e fu terminato (e sontuosamente inaugurato) dal figlio Tito. |      |
| Aratro                                                         | con lama di ferro (Innovazione molto più antica [vedi per esempio Bibbia; I Samuele 13,20-1] che divenne molto più comune nel periodo romano) |      |
| Aratro                                                         | a ruote (Plinio il Vecchio Naturalis Historia 18.171-3) (Molto più importante nel Medioevo, che in quest'era.) |      |
| Arco, monumento                                                | L'utilizzo sistematico dell'arco a tutto sesto (e dell'arco in generale) si deve ai Romani, che lo appresero dalla poliedrica funzione che aveva tra gli etruschi e lo utilizzarono prevalentemente in funzione della praticità piuttosto che dell'estetica, pur senza escluderla. L'uso maggiore degli archi in successione ci fu nella costruzione degli acquedotti. L'arco venne utilizzato dagli architetti romani per marcare significativamente il ritmo degli edifici, inventando il motivo, poi divenuto simbolo dell'architettura rinascimentale, dell'arco inserito all'interno del sistema pilastro-trabeazione. Esempi importanti di questa invenzione architettonica si hanno nel Tabularium di Silla e nel Colosseo a Roma. Tale invenzione formale, comunque, ha probabilmente un'origine prettamente strutturale: lavorando principalmente con il laterizio, la costruzione di archi era più economica rispetto al sistema trilitico, poiché un architrave ha bisogno di un grosso monolite. Altra invenzione collegata era l'arco trionfale, con la forma di una monumentale porta ad arco, solitamente costruita per celebrare una vittoria in guerra, in auge presso le culture antiche. Questa tradizione nacque nell'antica Roma (a fianco vedi arco di Costantino). |      |
| Bagni monumentali pubblici (Terme romane)                      | Vedi per esempio le Terme di Diocleziano (qui a fianco la pianta delle terme) |      |
| Calcestruzzo Cemento                                           | Pozzolana, varietà di |      |
| Cammei                                                         | Probabilmente un'innovazione ellenistica, per esempio la Coppa dei Tolomei ma ripresa dagli Imperatori, come la Gemma Augustea, Gemma Claudia (qui a fianco), etc. |      |
| Canale                                                         | L'incompleto Canale di Corinto romano, I secolo d.C. |      |
| Ceramica, verniciata                                           | Vedi terra sigillata: qui a fianco alcuni esempi di ciotole in ceramica sigillata nell'Archäologisches Landesmusuem di Costanza (Germania). |      |
| Coltello, multiuso                                             | Fitzwilliam Museum - OPAC Record |      |
| Contachilometri                                                | |      |
| Cupola, monumentale                                            | La cupola del Pantheon (vedi foto qui a fianco), aveva un diametro di 43,44 m. È decorata all'interno da cinque ordini di ventotto cassettoni, di misura decrescente verso l'alto, tranne nell'ampia fascia liscia più vicina all'oculo centrale, di 8,92 m di diametro. L'oculo, che dà luce alla cupola, è circondato da una cornice di tegoloni fasciati in bronzo fissati alla cupola, che forse proseguiva internamente fino alla fila più alta di cassettoni. La realizzazione fu resa possibile grazie ad una serie di espedienti che contribuiscono all'alleggerimento della struttura, dall'utilizzo dei cassettoni, all'uso di materiali via via sempre più leggeri verso l'alto: nello strato più vicino al tamburo cilindrico abbiamo strati di calcestruzzo con scaglie di mattoni, salendo troviamo calcestruzzo con scaglie di tufo, mentre nella parte superiore, nei pressi dell'oculo troviamo calcestruzzo confezionato con inerti tradizionali, miscelati a lava vulcanica macinata. Lo spessore della muratura si rastrema verso l'alto (da 5,90 m inferiormente a 1,50 m in corrispondenza della parte intorno all'oculo centrale). La cupola poggia sopra uno spesso anello di muratura in opera laterizia (cementizio con paramento in mattoni), sul quale si trovano aperture su tre livelli (segnalati all'esterno dalle cornici marcapiano). Queste aperture, in parte utilizzate a fini estetici, come le esedre dell'interno, in parte spazi vuoti con funzioni prevalentemente strutturali, compongono una struttura di sostegno articolata, inglobata nell'anello continuo che appare alla vista. Sulla parete esterna della rotonda è ora visibile dopo la scomparsa dell'intonaco di rivestimento, la complessa articolazione degli archi di scarico in bipedali (mattoni quadrati di due piedi di lato) inseriti nella muratura da parte a parte, che scaricano il peso della cupola sui punti di maggior resistenza dell'anello, alleggerendo il peso in corrispondenza dei vuoti. La particolare tecnica di composizione del cementizio romano permette alla cupola priva di rinforzi di restare in piedi da quasi venti secoli. Una cupola di queste dimensioni sarebbe infatti difficilmente edificabile con i moderni materiali, data la poca resistenza alla trazione del calcestruzzo moderno, senza armatura. Il fattore determinante sembra essere una particolare tecnica di costruzione: il cementizio veniva aggiunto in piccole quantità drenando subito l'acqua in eccesso. Questo, eliminando in tutto o in parte le bolle d'aria che normalmente si formano con l'asciugatura, conferisce al materiale una resistenza eccezionale. Inoltre venivano utilizzati materiali via via più leggeri per i caementa mescolati alla malta per formare il cementizio: dal travertino delle fondazioni alla pomice vulcanica della cupola. |      |
| Cuscinetto a rulli                                             | Archeologicamente attestato nel Lago di Nemi |      |
| Diga ad arco                                                   | Al momento attestato nel modo migliore nella diga di Glanum, Francia, databile al 20 a.C. circa La struttura originale è interamente scomparsa. La sua esistenza è attestata dai tagli nella roccia si entrambi i lati per introdurre la parete della diga, alta 14.7, profonda 3.9m alla base e si restringeva progressivamente fino ai 2.96m della parte superiore. La più antica descrizione di azione ad arco in questi tipi di diga viene da Procopio, intorno al 560 d.C., la diga di Dara |      |
| Diga a contrafforte                                            | Attestata in un numero di dighe romane in Spagna, come la diga di Consuegra, lunga 600m. |      |
| Diga a contrafforti multipli                                   | La diga più antica conosciuta di questo tipo è quella di Esparragalejo, Spagna (I secolo d.C.) |      |
| Diga a gravità                                                 | Esempi includono dighe ad arco ad Orükaya, Çavdarhisar, entrambe in Turchia (e del II secolo) la diga di Kasserine in Tunisia, e la diga a Puy Foradado in Spagna (II–III secolo) |      |
| Doratura del mercurio                                          | come nei Cavalli di San Marco o la Statua equestre di Marco Aurelio (vedi qui a fianco). La doratura era eseguita con il procedimento della volatilizzazione del mercurio (amalgamato con l'oro). |      |
| Estrazione idraulica                                           | Descritto da Plinio il Vecchio e confermato a Dolaucothi e Las Médulas |      |
| Faro                                                           | I migliori esempi che ci sono pervenuti sono quelli del Castello di Dover e della Torre di Ercole a La Coruña (qui a fianco) |      |
| Flos Salis                                                     | Un prodotto delle saline Dunaliella salina utilizzato nell'industria dei profumi (Pliny Nat. Hist. 31,90) |      |
| Fognatura                                                      | Vedi per esempio, Cloaca Maxima |      |
| Galleria (Tunnel)                                              | Scavata da entrambe le parti simultaneamente. La più lunga conosciuta è il canale di drenaggio lungo 5.6 km del lago di Fucina |      |
| Ghisa                                                          | Recentemente rilevato archeologicamente nella Val Gabbia, nel nord della Lombardia, risalente al V e VI secolo d.C. Questa tecnicamente interessante innovazione non pare abbia avuto un grande impatto economico. Ma gli archeologi potrebbe aver fallito nel riconoscere le caratteristiche scorie, quindi la datazione e la località potrebbero essere riviste. |      |
| Giornale, rudimento                                            | Vedi Acta Diurna. |      |
| Gru, azionabile a ruota.                                       | Qui a fianco un Pentaspastos romano ("Gru a cinque pulegge"), una variante di medie dimensioni (circa 450 kg di carico) |      |
| Hydraulis                                                      | Un organo ad acqua. Successivamente anche l'organo pneumatico. |      |
| Idrometro                                                      | Menzionato in una lettera di Sinesio |      |
| Impiallacciatura del legno                                     | Plinio il Vecchio, Naturalis Historia, 16.231-2. |      |
| Impianto dentale, ferro                                        | Sci/Tech \| Tooth and nail dentures] |      |
| Ipocausto                                                      | Un sistema di riscaldamento sia a pavimentazione sia a parete. Descritto da Vitruvio. Qui a fianco un esempio: villa romana a Saldaña, visibili le basi delle suspensure nello spazio vuoto sottostante il pavimento (ancora intatto nell'esedra) |      |
| Lago di piacere                                                | Una riserva artificiale, molto inusuale per il fatto che fosse stata realizzata per termini ricreativi piuttosto che per termini utilitari; a Subiaco, Italia, per volere dell'imperatore Nerone (54–68 d.C.). La diga rimase la più alta dell'impero romano (50 m), e nel mondo fino alla sua distruzione avvenuta nel 1305. |      |
| Libro (Codice)                                                 | Menzionato per la prima volta da Marziale nel I secolo d.C., aveva molti vantaggi rispetto al rotolo. |      |
| Manovella                                                      | Una manovella romana di ferro è stata ritrovata nel sito archeologico Augusta Raurica, Svizzera. Del pezzo lungo 82.5 cm, con un manico di 15 cm, non si conosce ancora l'utilizzo e data non oltre il 250 d.C. circa. Qui a fianco una manovella romana ritrovata nell'Augusta Raurica, databili non oltre il 250 d.C. circa |      |
| Manovella e biella                                             | Trovato in diversi mulini natanti ad energia idraulica databili dal tardo III secolo d.C. (segheria di Hierapolis) al VI secolo d.C. (ad Efeso rispettivamente Gerasa). Qui a fianco una turbina ad acqua romana a Chemtou, Tunisia. |      |
| Mappa stradale, precursore                                     | Vedi Forma Urbis Romae (pianta marmorea severiana), una mappa della città di Roma antica incisa su lastre di marmo. La pianta è redatta nella scala 1:240 (ossia un piede sulla Forma corrisponde a 2 actus nella realtà) ed è orientata, diversamente dagli usi moderni, con il sud-est in alto. È rappresentato in dettaglio il piano terra di tutti gli edifici, compresi colonnati e scale interne. Qui a fianco alcuni frammenti della Forma in una incisione di Giovanni Battista Piranesi (1756). |      |
| Materiali essenziali della macchina a vapore                   | Dalla fine del III secolo d.C., tutti gli elementi essenziali alla costruzione di una macchina a vapore erano conosciuti dagli ingegneri romani: forza vapore (nell'eolipila di Erone), il meccanismo a manovella (per la segheria di Hierapolis), il cilindro e il pistone (per le pompe metalliche), le valvole di non ritorno (per le pompe idrauliche) e gli ingranaggi (per mulini ad acqua ed orologi) |      |
| Meridiana, portatile                                           | Vedi Teodosio di Bitinia |      |
| Mietitrebbia                                                   | Una prima mietitrebbia: vallus (Plinio il Vecchio Naturalis Historia 18,296, Palladio 7.2.2–4 Generator - History of Gallic Reaper). Qui a fianco una visione d'insieme ed il dettaglio. |      |
| Mulini                                                         | M.J.T.Lewis presenta buone evidenze che macchine a martellamento verticale azionate ad energia idrica furono presenti dalla metà del primo secolo d.C. per follare, rimuovere la pula del grano (Plinio Naturalis Historia 18,97) e tritare il minerale grezzo (evidenze archeologiche alle miniere d'oro a Dolaucothi e in Spagna). |      |
| Mulino per il grano, a rotazione.                              | Secondo Moritz (p57) i mulini per il grano a rotazione non erano conosciuti dagli antichi Greci ma risalgono a prima del 160 a.C. A differenze dei mulini reciprocanti, i mulini a rotazione potevano essere facilmente adattati alla forza animale o idrica. Lewis (1997) sostiene che il mulino per il grano a rotazione risale al V secolo a.C. nella parte orientale del Mediterraneo. I mulini a rotazione a forza animale (qui a fianco azionati da asini) e idrica vennero nel III secolo a.C. |      |
| Mulino per legna, azionata ad energia idraulica.               | Registrato per il 370 d.C.. Attestato nel poema Mosella di Ausonio. Translated "the Ruwer sends mill-stones swiftly round to grind the corn, And drives shrill saw-blades through smooth marble blocks". Recent archaeological evidence from Phrygia, Anatolia, now pushes back the date to the 3rd century AD and confirms the use of a crank in the sawmill. |      |
| Mulino natante                                                 | I mulini ad acqua erano ancorati a navi. Ciò fu registrato per la prima volta a Roma nel 547 d.C. da Procopio di Cesarea nella sua Guerra Gotica (1.19.8–29) quando Belisario era sotto assedio nella città. |      |
| Mulino ad acqua                                                | Miglioramenti rispetto a modelli precedenti. Per il più grande complesso di mulini conosciuto, vedi Barbegal. Qui a fianco una ricostruzione di un mulino ad acqua ad Aldersgate, Londra. |      |
| Nave con propulsione a pale                                    | Nel de Rebus Bellicis (possibly only a paper invention). Qui a fianco nave con propulsione a pale tardo romana, IV secolo d.C. (copia medievale) |      |
| Ottone                                                         | I romani avevano una sufficiente comprensione dello zinco, per produrre una moneta di denominazione d'ottone, vedi sesterzio. |      |
| Pelle, conciata                                                | La preservazione di pelli con tannini vegetali era un'invenzione pre-romana ma dell'antichità, come si supponeva una volta. (La conciatura era molto più antica.) I romani furono responsabili dell'espansione di questa tecnologia nelle aree in cui prima era sconosciuta, come la Britannia e Qasr Ibrim sul Nilo. In entrambi i luoghi la tecnologia è andata perduta con il ritiro dei Romani. |      |
| Peltro                                                         | Menzionato da Plinio il Vecchio (Naturalis Historia34,160-1). Esempi sopravvissuti sono prevalentemente romano-britannici del III e IV secolo, come e Roman Pewter \| Wessex Archaeology. Il peltro romano aveva una grande varietà di percentuali di stagno, ma con predominanze del 50%, 75% e 95%. (Beagrie 1989). |      |
| Pompa a pressione usata sulle autopompe                        | Vedi l'immagine della bocchetta puntabile di autopompa dirigibile. |      |
| Ponte, ad arco a tutto sesto                                   | Vedi per esempio il ponte romano di Chaves (foto qui a fianco) o il ponte di Chabinas. |      |
| Ponte, ad arco ribassato                                       | Più di una dozzina di ponti romani sono conosciuti per mostrare archi ribassati. Un grande esempio è dato dal ponte di Traiano sopra il Danubio (foto qui a fianco), uno meno conosciuto quello esistente del ponte di Limyra in Licia |      |
| Ponte, ad arco a sesto acuto                                   | Il più antico ponte conosciuto che utilizza un arco a sesto acuto è possibilmente il ponte di Karamagara del V o VI secolo d.C. Altro esempio è quello di Cangas de Onís (foto qui a fianco). |      |
| Ponte della diga                                               | Il Band-e-Kaisar, costruito da prigionieri di guerra romani in Shustar, Persia, nel III secolo d.C., formato combinando un ponte ad arco (foto qui a fianco) con una briglia,un'opera di ingegneria idraulica multifunzionale che si espanse successivamente a tutto l'Iran. |      |
| Pressa a vite                                                  | Un'innovazione della metà del I secolo d.C. circa Qui a fianco: Pressa ad olio di tipo (pre?) romano antico; e Moderna pressa a vite ad olio, secondo le innovazioni concettuali romane. |      |
| Salsiccia, stagionata a secco (probabilmente)                  | Vedi salame. |      |
| Sapone, duro (sodio)                                           | Menzionato per la prima volta da Galeno (prima, potassio, sapone era celtico). |      |
| Scala a chiocciola                                             | Nonostante la prima testimonianza risalga al V secolo a.C. in greco Selinunte, le scale a chiocciola si diffusero in modo più esteso solo lopo il loro utilizzo nella colonna di Traiano (vedi rappresentazione grafica della sezione qui a fianco, di Giovanni Battista Piranesi) e nella Colonna di Marco Aurelio. |      |
| Serra a cassone                                                | (Plinio il Vecchio Naturalis Historia 19.64; Columella on Ag. 11.3.52) |      |
| Soffiatura del vetro                                           | Questo portò a un numero di innovazioni nell'utilizzo del vetro. Vetro da finestra è attestato a Pompei nel 79 d.C. Nel II secolo d.C furono introdotte lampade ad olio di vetro sospese. Queste utilizzavano stoppini galleggianti e riducendo (self-shading) davano più lumens in direzione del terreno. È stato ipotizzato che le coppe diatrete (vedi fotografia a fianco con oggetti di vetro da Pompei) siano state usate come lampade ad olio. |      |
| Stenografia, un sistema di                                     | Vedi note tironiane. |      |
| Strumenti chirurgici                                           | Nella domus del chirurgo di Rimini, è stata rinvenuta una scatola di bronzo, da cui si era rovesciato un gruppo di strumenti in ferro e bronzo utilizzati dal medico per i suoi interventi, pinze, bisturi, scalpelli, sonde e altri attrezzi, nonché bilance e misurini di bronzo; e ancora vasetti in terracotta, e un gruppo di vetri ormai irriconoscibili, pertinenti a fiale e ad altri contenitori di uso farmaceutico (vedi foto qui a fianco). |      |
| Telaio alimentato a pedali                                     | Prima del 298 d.C., con un accenno che l-invenzione sia nata a Tarso |      |
| Timone, montato a poppa                                        | Vedi l'immagine per qualcosa molto similare ad un timone montato dritto a poppa |      |
| Utilizzo di cammelli                                           | L'utilizzo di cammelli per dissodare il terreno è attestato nel Nord Africa durante il III secolo d.C. |      |
| Utilizzo di getti d'acqua nella rivelazione di filoni minerari | Descritto da Plinio il Vecchio e confermato a Dolaucothi e Las Médulas |      |
| Veicolo, monociclo                                             | Attestato solamente da una parola latina del IV secolo d.C. Essendo questo finzione, l'evidenza risale al tempo in cui è stato scritto. |      |
| Vela aurica                                                    | Introduzione di vele auriche 1) la vela latina 2) la civada (la più antica delle vele auriche), quest'ultima già attestata nel II secolo a.C. nella parte nord del Mar Egeo Note: non ci sono evidenze di alcuna combinazione di vele auriche con vele quadrate sulla stessa barca romana. |      |
| Vela latina                                                    | Rappresentazioni mostrano l'utilizzo di vele latine nel Mediterraneo sin dal II secolo d.C., furono utilizzate sia il tipo quadrangolare che triangolare. |      |
| Vetro dicroico come nella Coppa di Licurgo. British Museum     | Da notare, questo materiale presenta altrimenti una chimica sconosciuta (o un altro metodo?) per generare particelle nane d'oro-argento. |      |
| Vetro per specchi                                              | (Plinio il Vecchio Naturalis Historia 33,130) |      |